# Liste bedeutender Bremer Bauwerke
In der Liste bedeutender Bremer Bauwerke werden ausgewählte Bauwerke, deren Architekten und Baumeister mit ihrem Bürositz sowie die Bauzeit bzw. die Baufertigstellung aufgeführt. Selbstverständlich ist sie damit eine Auswahl aus der umfassenden Liste der Kulturdenkmäler in der Freien Hansestadt Bremen.
Die Liste beschränkt sich auf die Stadt Bremen. Bedeutende Bremerhavener Bauwerke sind in der Liste bedeutender Bremerhavener Bauwerke angegeben.

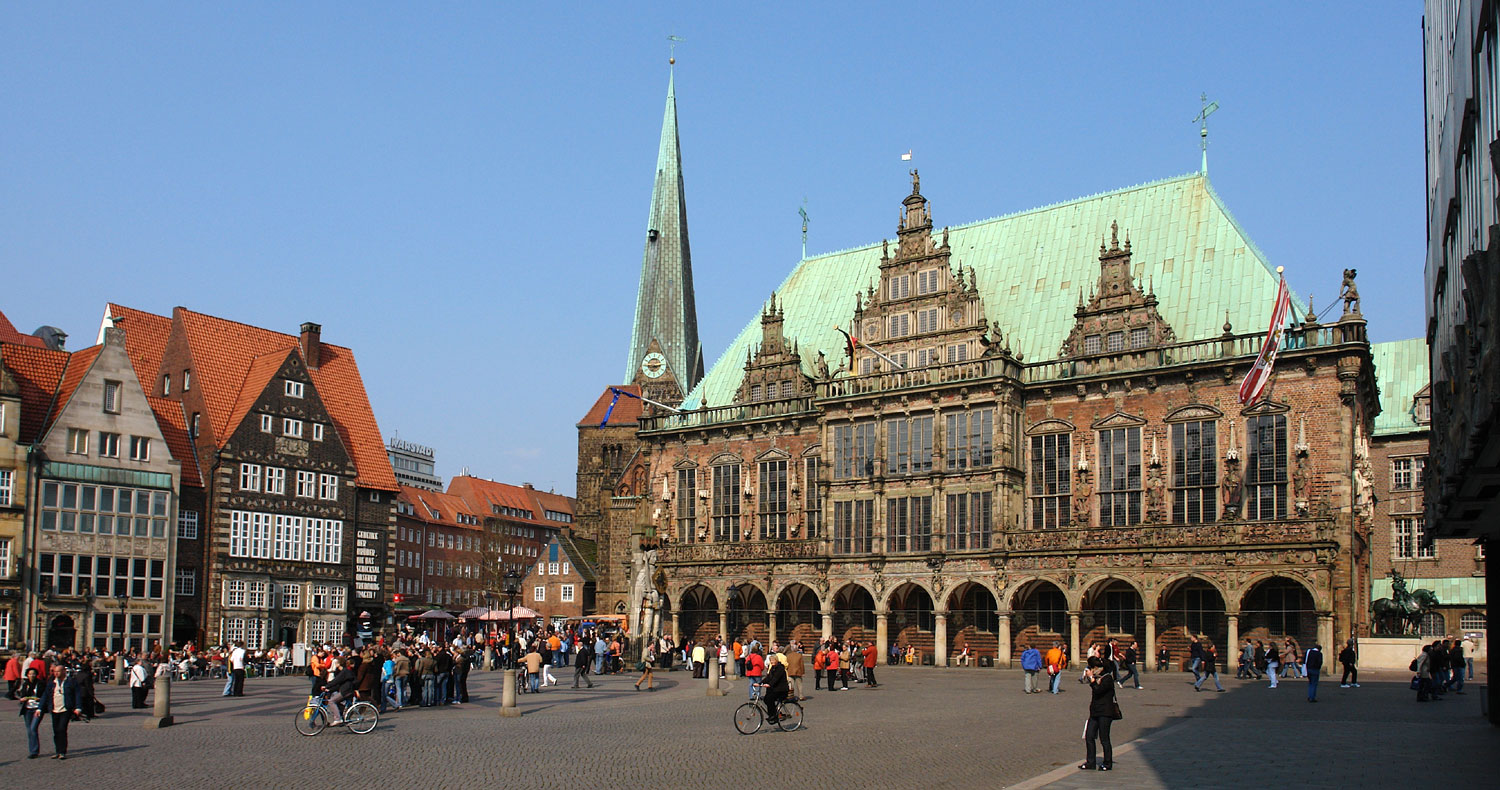
Rathaus und Markt

Die ältesten Gebäude sind: Bremer Dom 1044 – 1070, Liebfrauenkirche um 1100, Katharinenkloster 1225, St. Martini ab 1229, Haus Blomendal 1354, St. Johann um 1380, Spitzen Gebel vor 1400, Haus Schnoor 15 von 1402, Bremer Rathaus 1412, Schütting 1538, Café Stecker 1551, Zollhaus am Warturm/Storchennest 1577, Haus Heineken 1579, Stadtwaage 1588, Essighaus 1618, Kontorhaus Suding und Soeken um 1620, Gewerbehaus 1621, Architektenhaus um 1625, Havenhuus 1648, Fischrestaurant Knurrhahn, 17. Jh.

## Ensembles
| Bauwerk | Baujahr                                                                                     | Architekt / Baumeister | Lage / Denkmal-Nr | Bild |
| --- | ------------------------------------------------------------------------------------------- | --- | ----------------- | ---- |
| Wasserturm auf dem Werder (Umgedrehte Kommode) | 1871–1873                                                                                   | Johann Georg Poppe, Friedrich Berg | Lage / 1221       |      |
| ehemaliges Polizeihaus Am Wall | 1905–1908                                                                                   | C. Börnstein (Berlin) | Lage / 0083       |      |
| Stephaniviertel, Wiederaufbau | 1956–1965                                                                                   | Almstadt, Eilers, Nielsen, Richter / Kläner, Schröck, Wessel                                                                                   | Lage              |      |
| Stephaniviertel, Wiederaufbau | Objektseite im architekturführer bremen                                                     | |                   |      |
| Ensemble Schlachte Neugestaltung der Weserpromenade | 16.–19. Jh. 1992–2000                                                                       | Gustav Lange (WELS, Hamburg), Manfred Schomers, Rainer Schürmann(as2,Bremen) -Obere Schlachte ; Kreikenbaum / Heinemann Collage Nord / Bäuerle | Lage / 1101       |      |
| Ensemble Schlachte Neugestaltung der Weserpromenade | Weitere Bauten Objektseite im architekturführer bremen Objekt in Neue Architektur in Bremen | |                   |      |
| Bremer Marktplatz Am Markt, Börsendurchgang, Am Dom, Domshof, Hakenstraße, Hinter dem Schütting, Schüttingstraße, Unser Lieben Frauen Kirchhof, Schoppensteel, Stintbrücke                                                                    |                                                                                             | | Lage / 0065       |      |
| Bremer Marktplatz Am Markt, Börsendurchgang, Am Dom, Domshof, Hakenstraße, Hinter dem Schütting, Schüttingstraße, Unser Lieben Frauen Kirchhof, Schoppensteel, Stintbrücke                                                                    | Weitere Bauten                                                                              | |                   |      |
| Ensemble Langenstraße Langenstraße, Stintbrücke, Bredenstraße, Hakenstraße, Kleine Waagestraße, Große Waagestraße, Kahlenstraße |                                                                                             | | Lage / 0829       |      |
| Ensemble Langenstraße Langenstraße, Stintbrücke, Bredenstraße, Hakenstraße, Kleine Waagestraße, Große Waagestraße, Kahlenstraße | Weitere Bauten                                                                              | |                   |      |
| Schnoorviertel, Sanierung Schnoor, Am Landherrnamt, Franziskanerstraße, Hinter der Balge, Hinter der Holzpforte, Hohe Straße, Kolpingstraße, Lange Wieren, Marterburg, Spiekerbartstraße, Stavenstraße, Stavendamm, Süsterstraße, Wüstestätte | 1959ff.                                                                                     | Gerhard Müller-Menckens, Schnorrenberger, Störmer, Wessel                                                                                      | Lage / 1114       |      |
| Schnoorviertel, Sanierung Schnoor, Am Landherrnamt, Franziskanerstraße, Hinter der Balge, Hinter der Holzpforte, Hohe Straße, Kolpingstraße, Lange Wieren, Marterburg, Spiekerbartstraße, Stavenstraße, Stavendamm, Süsterstraße, Wüstestätte | Weitere Bauten Objektseite im architekturführer bremen                                      | |                   |      |
| Böttcherstraße, Mitte | 1921ff. / 1946ff.                                                                           | | Lage / 0209,T     |      |
| Böttcherstraße, Mitte | Weitere Bauten                                                                              | |                   |      |

## Verwaltungs- und Bürobauten
| Bauwerk                                                                      | Baujahr | Architekt / Baumeister                                      | Lage / Denkmal-Nr | Bild              |
| Verwaltungsbauten                                                            | Verwaltungsbauten | Verwaltungsbauten                                           | Verwaltungsbauten | Verwaltungsbauten |
| ---------------------------------------------------------------------------- | --- | ----------------------------------------------------------- | ----------------- | ----------------- |
| Rathaus Bremen * Rathaus Renaissance-Umbau                                   | 1405–1410 1608–1612 | Lüder von Bentheim                                          | Lage / 0066,T     |                   |
| Rathaus Bremen * Rathaus Renaissance-Umbau                                   | Gotischer Bau / Renaissance |                                                             |                   |                   |
| Neues Rathaus                                                                | 1909–1913 | Gabriel von Seidl (München)                                 |                   |                   |
| Gewerbehaus Ansgarikirchhof, Mitte                                           | 1619–1621 | Lüder von Bentheim Johann Nacke                             | Lage / 0086       |                   |
| Gewerbehaus Ansgarikirchhof, Mitte                                           | Renaissance Sitz der Handwerkskammer Bremen |                                                             |                   |                   |
| Justizvollzugsanstalt Oslebshausen                                           | 1871–1874 | Johannes Rippe, Alexander Schröder                          | Lage / 1151       |                   |
| Justizvollzugsanstalt Oslebshausen                                           | Neogotik |                                                             |                   |                   |
| Gerichtsgebäude Domsheide                                                    | 1895 | Ludwig Klingenberg und Hugo Weber (Oldenburg)               | Lage / 0317       |                   |
| Rathaus Blumenthal                                                           | 1908–1910 | August Abbehusen und Otto Blendermann                       | Lage / 1293       |                   |
| Postamt 5, Am Bahnhof * Postamt 5, Umbau                                     | 1923–1926 1986 | Rudolf Jacobs Planungsgruppe Medium (Hamburg)               | Lage / 0102       |                   |
| Postamt 5, Am Bahnhof * Postamt 5, Umbau                                     | Dienstsitz der Senatorin für Arbeit, Frauen, Gesundheit, Jugend und Soziales (vorübergehend) sowie Bremer Landesarchäologie und diverse Gewerbetreibende |                                                             |                   |                   |
| Volkshaus, Hans-Böckler-Straße                                               | 1926–1928 | Richard Janssen                                             | Lage / 0482       |                   |
| Haus des Reichs in Mitte, Rudolf-Hilferding-Platz                            | 1928–1930 | Eberhard Gildemeister und Hermann Gildemeister              | Lage / 0290       |                   |
| Haus des Reichs in Mitte, Rudolf-Hilferding-Platz                            | Dienstsitz der Senatorin für Finanzen |                                                             |                   |                   |
| Haus der Bürgerschaft, Mitte                                                 | 1966 | Wassili Luckhardt, Berlin                                   | Lage / 0074       |                   |
| Haus der Bürgerschaft, Mitte                                                 | BDA-Preis 1974 |                                                             |                   |                   |
| Staatsarchiv am Kennedyplatz, Mitte                                          | um 1968 | Alfred Meister                                              | Lage / 1772       |                   |
| Staatsarchiv am Kennedyplatz, Mitte                                          | Objektseite im architekturführer bremen |                                                             |                   |                   |
| Erweiterungsbau Gesundheitsamt Bremen Horner Straße 60–70, Östliche Vorstadt | 1999 | Iffi Wübben (Bremen)                                        | Lage              |                   |
| Erweiterungsbau Gesundheitsamt Bremen Horner Straße 60–70, Östliche Vorstadt | Objektseite im architekturführer bremen |                                                             |                   |                   |
| Bürobauten                                                                   | |                                                             |                   |                   |
| Airport Center                                                               | 1997 | Thomas Klumpp                                               | Lage              |                   |
| Airport Center                                                               | Nutzung:Büro- und Tagungsräume, Hotel Objekt in Neue Architektur in Bremen                                                                               |                                                             |                   |                   |
| Kontorhaus Altenwall                                                         | 2009 | Schulze + Pampus                                            | Lage              |                   |
| Kontorhaus Altenwall                                                         | BDA-Preis 2010 |                                                             |                   |                   |
| BLG-Haus, ex Generalkonsulat der USA, Kennedyplatz                           | 1953/54 | Skidmore, Owings and Merrill (USA) und Otto Apel            | Lage / 1009       |                   |
| BLG-Haus, ex Generalkonsulat der USA, Kennedyplatz                           | BLG Logistics Group BDA-Preis 1974 |                                                             |                   |                   |
| Büro- und Geschäftshaus Bahnhofstraße 1/Herdentor                            | 2014 | Max Dudler (Berlin)                                         | Lage              |                   |
| Büro- und Geschäftshaus Bahnhofstraße 1/Herdentor                            | BDA-Preis 2014 |                                                             |                   |                   |
| Bankverein, Langenstraße / Hakenstraße                                       | 1911–1914 | Heinrich Wilhelm Behrens und Friedrich Neumark              | Lage / 0954       |                   |
| Verwaltungsgebäude der Brauerei Beck                                         | 1973–1975 | Ewald Brune                                                 | Lage              |                   |
| Verwaltungsgebäude der Brauerei Beck                                         | Objektseite im architekturführer bremen |                                                             |                   |                   |
| Geschäftshaus Bischofsnadel                                                  | 1974 | Volkhard Meyer-Burg (Bremen)                                | Lage              |                   |
| Geschäftshaus Bischofsnadel                                                  | Objektseite im architekturführer bremen |                                                             |                   |                   |
| Bürohaus Teerhof 59 (früher Beluga-Haus)                                     | 2008/09, BDA-Preis 2010 | Harm Haslob, Jens Kruse (Bremen)                            | Lage              |                   |
| Bürohaus Teerhof 59 (früher Beluga-Haus)                                     | Objektseite im architekturführer bremen |                                                             |                   |                   |
| Contrescarpe-Center, Herdentorsteinweg                                       | 2004–2006 | Oswald Mathias Ungers (Köln)                                | Lage              |                   |
| Contrescarpe-Center, Herdentorsteinweg                                       | Objektseite im architekturführer bremen |                                                             |                   |                   |
| Energie Office Konsul-Smidt-Straße 50                                        | 2011 | Arne Schlichtmann, Bernd Kaars                              |                   |                   |
| Energie Office Konsul-Smidt-Straße 50                                        | In Tag der Architektur 2011 |                                                             |                   |                   |
| Falkenstraße 9, Mitte, Bürohaus                                              | 1991–1994 | Kleffel, Köhnholdt, Gundermann (Hamburg)                    | Lage              |                   |
| Falkenstraße 9, Mitte, Bürohaus                                              | Objekt in Neue Architektur in Bremen |                                                             |                   |                   |
| Finke-Hochhaus                                                               | 1956 | Rudi Richter, Willi Kläner                                  | Lage              |                   |
| Finke-Hochhaus                                                               | Objektseite im architekturführer bremen |                                                             |                   |                   |
| Fruchthof Bremen, Büro- und Auktionshaus                                     | 1954–1955 | Wilhelm Wortmann, Erik Schott, Bremen                       | Lage              |                   |
| Fruchthof Bremen, Büro- und Auktionshaus                                     | Bericht Weser-Kurier 2015 |                                                             |                   |                   |
| GEWOBA-Bürohochhaus, Bremen-Mitte                                            | um 1972 | Martin Zill                                                 | Lage              |                   |
| GEWOBA-Bürohochhaus, Bremen-Mitte                                            | Objektseite im architekturführer bremen |                                                             |                   |                   |
| Hansewasser Verwaltungsgebäude                                               | 2016 | Martin Froh Bernhard Winking                                | Lage              |                   |
| Hansewasser Verwaltungsgebäude                                               | In: Tag der Architektur 2016 |                                                             |                   |                   |
| Hillmann-Bürogebäude                                                         | 1984 | Meinhard von Gerkan (Hamburg)                               | Lage              |                   |
| Hillmann-Bürogebäude                                                         | Objektseite im architekturführer bremen Objekt in Neue Architektur in Bremen                                                                             |                                                             |                   |                   |
| Bürohaus Herrlichkeit 1                                                      | 1998 | Harm Haslob, Peter Hartlich (Bremen)                        | Lage              |                   |
| Bürohaus Herrlichkeit 1                                                      | Objektseite im architekturführer bremen |                                                             |                   |                   |
| Klöckner (Arcelor) Bürohaus                                                  | 1977 | Helmut Hentrich, Hubert Petschnigg und Partner (Düsseldorf) | Lage              |                   |
| Klöckner (Arcelor) Bürohaus                                                  | Objektseite im architekturführer bremen |                                                             |                   |                   |
| Kontorhaus und Peek & Cloppenburg                                            | 2002–2003 | Manfred Schomers und Rainer Schürmann                       |                   |                   |
| Kontorhaus und Peek & Cloppenburg                                            | Objekt in Neue Architektur in Bremen Der Umbau beinhaltet die folgenden Bauwerke.                                                                        |                                                             |                   |                   |
| Lloydhof, Mitte                                                              | 1979–1981; 1997 | Hafkemeyer, Fangmeier, Richi (Braunschweig)                 | Lage              |                   |
| Lloydhof, Mitte                                                              | Objekt in Neue Architektur in Bremen |                                                             |                   |                   |
| Martinistraße 26 (Haus der Handelskrankenkasse)                              | 1912–1915 | Heinrich Wilhelm Behrens und Friedrich Neumark              | Lage / 1103       |                   |
| Norddeutsche Kreditbank, Obernstr. 2–12                                      | 1917–1923 | Friedrich Wellermann und Paul Frölich                       | Lage / 1282       |                   |
| Pressehaus Bremer Tageszeitungen AG / Weser-Kurier, Mitte, Martinistraße 43  | 1957 | Richard Schepke, Kassel                                     | Lage              |                   |
| Pressehaus Bremer Tageszeitungen AG / Weser-Kurier, Mitte, Martinistraße 43  | Erwähnung in Bauwelt 1958 und Weser-Kurier 2015 |                                                             |                   |                   |
| Büroloft Rösterei Kaffeequartier, Lloydstraße                                | 2010 | Ebba Lamprecht, Hans-Jürgen Hilmes und Partner              |                   |                   |
| Büroloft Rösterei Kaffeequartier, Lloydstraße                                | In Tag der Architektur 2011 |                                                             |                   |                   |
| Seekamp / Hanke Medienhaus, Unigebiet                                        | 2002 | Gruppe GME (Achim)                                          | Lage              |                   |
| Seekamp / Hanke Medienhaus, Unigebiet                                        | Objekt in Neue Architektur in Bremen |                                                             |                   |                   |
| Sendezentrum Radio Bremen                                                    | 2010 BDA-Preis | Böge, Lindner                                               | Lage              |                   |
| Speicher I                                                                   | 1948–1950 | Max Säume & Günther Hafemann                                | Lage / 1739       |                   |
| Speicher I                                                                   | Umbau Hilmes und Lamprecht 2006 zu Büro-Lofts. Objektseite im architekturführer bremen                                                                   |                                                             |                   |                   |
| Stephani-Haus von Radio Bremen, Faulenstraße                                 | 2006–2009 | Böge & Lindner (Hamburg) Schulze-Schulze-Pampus             | Lage              |                   |
| Stephani-Haus von Radio Bremen, Faulenstraße                                 | 2010 Anerkennung BDA-Bremen Objektseite im architekturführer bremen                                                                                      |                                                             |                   |                   |
| Siemens-Hochhaus, Mitte am Rudolf-Hilferding-Platz                           | 1961 | Max Säume, Th. Siegfried A. Morschel                        | Lage              |                   |
| Siemens-Hochhaus, Mitte am Rudolf-Hilferding-Platz                           | Objektseite im architekturführer bremen |                                                             |                   |                   |
| Versicherungshaus der Vereinigten Leben Am Wall 128/134, Mitte               | 1956–1957 | Kraemer, Sieverts & Partner (Braunschweig)                  | Lage              |                   |
| Versicherungshaus der Vereinigten Leben Am Wall 128/134, Mitte               | Objektseite im architekturführer bremen BDA-Belobigung 1974                                                                                              |                                                             |                   |                   |
| Verwaltungsgebäude Franziuseck 5, Neustadt                                   | 1955 | Friedrich Wilhelm Kraemer (Braunschweig)                    | Lage / 0415       |                   |
| Verwaltungsgebäude Franziuseck 5, Neustadt                                   | Objektseite im architekturführer bremen BDA-Preis 1974                                                                                                   |                                                             |                   |                   |
| Weser Tower in Walle                                                         | 2010 | Helmut Jahn (New York City)                                 | Lage              |                   |
| Weser Tower in Walle                                                         | 2010 Anerkennung BDA-Bremen |                                                             |                   |                   |

## Bildung
| Bauwerk                                                                                          | Baujahr | Architekt / Baumeister                                                   | Lage / Denkmal-Nr | Bild |
| ------------------------------------------------------------------------------------------------ | --- | ------------------------------------------------------------------------ | ----------------- | ---- |
| Berufsbildungszentrum Bremen BBZ                                                                 | 1952–1954 | Hans Krajewski                                                           | Lage / 0322,T     |      |
| Berufsbildungszentrum Bremen BBZ                                                                 | Objektseite im architekturführer bremen BDA-Belobigung 1974                                                                |                                                                          |                   |      |
| Berufsbildungswerk Bremen, Universitätsallee, Horn-Lehe                                          | 1976–1978 | Planungsgruppe Medium (Hamburg)                                          | Lage              |      |
| Berufsbildungswerk Bremen, Universitätsallee, Horn-Lehe                                          | Objektseite im architekturführer bremen                                                                                    |                                                                          |                   |      |
| Schulen                                                                                          | |                                                                          |                   |      |
| Landherrnamt                                                                                     | 1856–1857 | Alexander Schröder                                                       | Lage / 0292       |      |
| Landherrnamt                                                                                     | seit 1980 wird es von der katholischen Privatschule St.-Johannis-Schule genutzt                                            |                                                                          |                   |      |
| Altes Gymnasium, Dechanatstraße, Mitte                                                           | 1872–1873 | Alexander Schröder                                                       | Lage / 0293       |      |
| Altes Gymnasium, Dechanatstraße, Mitte                                                           | Jetzt Hochschule für Künste, Musik. Objektseite im architekturführer bremen                                                |                                                                          |                   |      |
| Gesamtschule Bremen-Ost, Walliser Straße 125, Osterholz (Bremen)                                 | 1972 | Glade, Köhl, Müller, Schmidt und Zickerow                                | Lage              |      |
| Gesamtschule Bremen-Ost, Walliser Straße 125, Osterholz (Bremen)                                 | Objektseite im architekturführer bremen                                                                                    |                                                                          |                   |      |
| Ehemaliges Hauptpostamt 1 Domsheide                                                              | 1875–1879 | Carl Schwatlo (Berlin)                                                   | Lage / 0316       |      |
| Ehemaliges Hauptpostamt 1 Domsheide                                                              | Hauptnutzung: Katholische St.-Johannis-Schule                                                                              |                                                                          |                   |      |
| Hermann-Böse-Gymnasium                                                                           | 1903–1906 | Ferdinand Köhler und Paul Kranz mit Gröffel (Berlin)                     | Lage / 0591,T     |      |
| Schule am Leibnizplatz                                                                           | 1907–1909 | Wilhelm Knop, Fritzsche                                                  | Lage / 1116       |      |
| Schulzentrum Waller Ring in Walle                                                                | 1912–1913 | Hans Ohnesorge                                                           | Lage / 1171       |      |
| Kleine Helle in Mitte                                                                            | 1914–1916 | Hugo Weber, Hans Ohnesorge                                               | Lage / 0678       |      |
| Gymnasium Lesum                                                                                  | 1966–1970 | Hermann Brede                                                            | Lage              |      |
| Gymnasium Lesum                                                                                  | Jetzt Oberschule Lesum, Schule Steinkamp. Objektseite im architekturführer bremen BDA-Preis 1974.                          |                                                                          |                   |      |
| Erweiterungsbau Oberschule an der Kurt-Schumacher-Allee                                          | 2016 | Schulze Pampus und Gestering Knipping de Vries                           |                   |      |
| Erweiterungsbau Oberschule an der Kurt-Schumacher-Allee                                          | BDA-Preis 2018. |                                                                          |                   |      |
| Hochschulen                                                                                      | |                                                                          |                   |      |
| Speicher XI * Umbau                                                                              | 1910 2004 | Hafenbauamt Schomers und Schürmann                                       | Lage / 0324       |      |
| Speicher XI * Umbau                                                                              | Hochschule für Künste, Bremer Zentrum für Baukultur, Blaue Karawane, Hafenmuseum Objektseite im architekturführer bremen   |                                                                          |                   |      |
| Hochschule Bremen, Neustadt                                                                      | |                                                                          | Lage              |      |
| • Hochschule Bremen, Campus Flughafenallee                                                       | 2002 | Oswald Mathias Ungers (Köln)                                             | Lage              |      |
| • Hochschule Bremen, Campus Flughafenallee                                                       | Objektseite im architekturführer bremen                                                                                    |                                                                          |                   |      |
| • M-Trakt der Hochschule Bremen                                                                  | 1906 2002 | Hugo Wagner Wolfram Dahms, Frank Sieder (alle Bremen)                    | Lage              |      |
| • Hochschule für Nautik, Werderstraße                                                            | 1956–1958 | Bernhard Wessel                                                          | Lage / 1220       |      |
| • Hochschule für Nautik, Werderstraße                                                            | Objektseite im architekturführer bremen                                                                                    |                                                                          |                   |      |
| Ehemalige Staatliche Kunstgewerbeschule, Am Wandrahm 23                                          | 1922 | Rudolf Jacobs                                                            | Lage / 1219       |      |
| Pädagogische Hochschule, ehemals Lyzeum des Westens, Lange Reihe 81                              | 1927–1928 | Hans Ohnesorge, Johannes Ernst Windrath                                  | Lage / 0838       |      |
| Universitäten                                                                                    | |                                                                          |                   |      |
| Jacobs University Bremen (JUB) * Alfred-Krupp-College (bis 2007 International University Bremen) | 2002 | Böge & Lindner Architekten, Hamburg und Savitri da Cruz                  | Lage              |      |
| Jacobs University Bremen (JUB) * Alfred-Krupp-College (bis 2007 International University Bremen) | ehemalige Kaserne Grohn aus den 1930er Jahren Objektseite im architekturführer bremen Objekt in Neue Architektur in Bremen |                                                                          |                   |      |
| * JUB Campus Center                                                                              | 2004 BDA-Preis 2006 | Jürgen Böge & Ingeborg Lindner-Böge (Hamburg)                            | Lage              |      |
| * JUB Campus Center                                                                              | Objektseite im architekturführer bremen                                                                                    |                                                                          |                   |      |
| Universität Bremen                                                                               | ab 1967 | Universitätsbauamt-UBA, Ltg.: Otto Freese                                |                   |      |
| * Staats- und Universitätsbibliothek Bremen                                                      | 1970/73 | Eberhard Kaiser, Roland Kutzki                                           | Lage              |      |
| * Uni Sportbauten                                                                                | 1974/78, BDA-Preis 1978 | PG Medium: Thies Jentz, Heiko Popp, Peter Wiesner, Jan Störmer (Hamburg) | Lage              |      |
| * Uni Sportbauten                                                                                | Objektseite im architekturführer bremen                                                                                    |                                                                          |                   |      |
| * Uni Institut UFT                                                                               | 1980–1995, BDA-Preis 1986                                                                                                  | Gert Schulze                                                             | Lage              |      |
| * Bremer Innovations- und Technologie-Zentrum (BITZ)                                             | 1985 | Gert Schulze                                                             | Lage              |      |
| * Uni Institut BIBA                                                                              | 1987/88 BDA-Preis 1994 | Oswald Mathias Ungers (Köln)                                             | Lage              |      |
| * Uni Institut BIBA                                                                              | Objekt in Neue Architektur in Bremen                                                                                       |                                                                          |                   |      |
| * Uni Max-Planck-Institut                                                                        | 1987 | Gottfried Böhm (Köln)                                                    | Lage              |      |
| * Uni Institut ZARM mit Fallturm                                                                 | 1989/90 | Horst Rosengart                                                          | Lage              |      |
| * Uni Institut ZARM mit Fallturm                                                                 | Objekt in Neue Architektur in Bremen                                                                                       |                                                                          |                   |      |
| * Design-Haus                                                                                    | 1994 | Gert Schulze                                                             | Lage              |      |
| * Design-Haus                                                                                    | Objekt in Neue Architektur in Bremen                                                                                       |                                                                          |                   |      |
| * Uni Zentralbereich und Mensa                                                                   | 1999 | Will Alsop (Großbritannien) und Jan Störmer (Hamburg)                    | Lage              |      |
| * Uni Zentralbereich und Mensa                                                                   | Objektseite im architekturführer bremen                                                                                    |                                                                          |                   |      |
| * Uni Mensa                                                                                      | 1999 | Alsop und Jan Störmer (Hamburg)                                          | Lage              |      |
| * Uni Mensa                                                                                      | Objekt in Neue Architektur in Bremen                                                                                       |                                                                          |                   |      |
| * Uni Fraunhofer-Institut                                                                        | 1999 | Brenner & Partner (Stuttgart)                                            | Lage              |      |
| * Uni Fraunhofer-Institut                                                                        | Objekt in Neue Architektur in Bremen                                                                                       |                                                                          |                   |      |

## Kultur
| Bauwerk                                                                                        | Baujahr                                                                                       | Architekt / Baumeister                                                                                          | Lage / Denkmal-Nr | Bild |
| ---------------------------------------------------------------------------------------------- | --------------------------------------------------------------------------------------------- | --- | ----------------- | ---- |
| Villa Ichon beim Theater Bremen                                                                | 1849                                                                                          | Heinrich Depken, Johann Georg Poppe                                                                             | Lage / 0451       |      |
| Kulturzentrum Schlachthof, Bürgerweide                                                         | 1892 / 1981–1998                                                                              | Meyer-Burg, Markwart & Amende                                                                                   | Lage              |      |
| Kulturzentrum Schlachthof, Bürgerweide                                                         | Objektseite im architekturführer bremen Objekt in Neue Architektur in Bremen                  | |                   |      |
| Cinemaxx, Übermaxx am Hauptbahnhof                                                             | 1996–1998                                                                                     | Haack, Krüger und Partner (Hannover)                                                                            | Lage              |      |
| Cinemaxx, Übermaxx am Hauptbahnhof                                                             | Objekt in Neue Architektur in Bremen                                                          | |                   |      |
| Museum / Ausstellung                                                                           |                                                                                               | |                   |      |
| Kunsthalle Neubau * Kunsthalle 1. Anbau * Kunsthalle 2. Anbau * Kunsthalle Umbau und Sanierung | 1847–1849 1899–1902 1982; Abriss 2009 1997                                                    | Lüder Rutenberg Eduard Gildemeister, Albert Dunkel Werner Düttmann (Berlin) W. Dahms mit H. Campe & E. Kijewski | Lage / 0084       |      |
| Kunsthalle 3. Anbau                                                                            | 2009–2011                                                                                     | Hufnagel, Pütz, Rafaelian (Berlin)                                                                              |                   |      |
| Kunsthalle 3. Anbau                                                                            | BDA-Preis 2014                                                                                | |                   |      |
| Überseemuseum * Erweiterung                                                                    | 1891–1896 1907–1911                                                                           | Ludwig Beermann, Heinrich Flügel                                                                                | Lage / 0101       |      |
| Weserburg (Hagensburg), Hagenkontor * Umbau zum Museum                                         | 1897–1898 1991                                                                                | Johannes Rippe Dahms und Sieber                                                                                 | Lage              |      |
| Weserburg (Hagensburg), Hagenkontor * Umbau zum Museum                                         | Objektseite im architekturführer bremen Objekt in Neue Architektur in Bremen                  | |                   |      |
| Haus am Wasser, Vegesack                                                                       | 1927                                                                                          | Ernst Becker-Sassenhof                                                                                          | Lage / 1318       |      |
| Haus am Wasser, Vegesack                                                                       | Atelier, Kunstausstellungen. Ursprünglich Boots- und Vereinshaus des Vegesacker Rudervereins. | |                   |      |
| Focke-Museum, Schwachhausen                                                                    | 1964, 1974 BDA-Preis                                                                          | Heinrich Bartmann und Kargel (Darmstadt)                                                                        | Lage              |      |
| Focke-Museum, Schwachhausen                                                                    | Objektseite im architekturführer bremen BDA-Preis 1974                                        | |                   |      |
| Universum Bremen                                                                               | 2000                                                                                          | Thomas Klumpp                                                                                                   | Lage              |      |
| Universum Bremen                                                                               | Objektseite im architekturführer bremen Objekt in Neue Architektur in Bremen                  | |                   |      |
| Universum Schaubox Entdeckerpark                                                               | 2006–2007                                                                                     | Harm Haslob, Jens Kruse Johann Köhler                                                                           | Lage              |      |
| Theater / Konzert                                                                              |                                                                                               | |                   |      |
| Theater am Goetheplatz * Schauspielhaus * Wiederaufbau                                         | 1910–1913 1949–1950                                                                           | August Abbehusen und Otto Blendermann Hans Storm                                                                | Lage / 1722       |      |
| Die Glocke, Mitte (Domsheide)                                                                  | 1928                                                                                          | Walter Görig | Lage / 0179,T     |      |
| Radio Bremen, Schwachhausen: * Sendesaal                                                       | 1952                                                                                          | Hans Storm, Anker, Störmer                                                                                      | Lage / 1783       |      |
| Musical Theater Bremen, Bahnhofsvorstadt                                                       | 1999                                                                                          | Harald Deilmann, Carl Schlagemann (Münster)                                                                     | Lage              |      |
| Musical Theater Bremen, Bahnhofsvorstadt                                                       | Objekt in Neue Architektur in Bremen                                                          | |                   |      |
| Veranstaltung / Messe                                                                          |                                                                                               | |                   |      |
| Stadthalle Bremen * Umbau                                                                      | 1961–1964 2003–2004                                                                           | Roland Rainer (Wien) Thomas Klumpp                                                                              | Lage              |      |
| Stadthalle Bremen * Umbau                                                                      | Objektseite im architekturführer bremen BDA-Preis 1974                                        | |                   |      |
| Congress Centrum Bremen                                                                        | um 1991–1997                                                                                  | Thomas Klumpp mit Klosner                                                                                       | Lage              |      |
| Congress Centrum Bremen                                                                        | Objektseite im architekturführer bremen Objekt in Neue Architektur in Bremen                  | |                   |      |
| Messe- und Veranstaltungszentrum Bürgerweide                                                   | 1997, 1998 BDA-Preis                                                                          | Gert Schulze Hagg, von Ohlen, Rüffer (Weimar)                                                                   | Lage              |      |
| Messe- und Veranstaltungszentrum Bürgerweide                                                   | Objektseite im architekturführer bremen Objekt in Neue Architektur in Bremen                  | |                   |      |

## Kirchen und Gemeindezentren
| Bauwerk | Baujahr                                                                      | Architekt / Baumeister                                    | Lage / Denkmal-Nr | Bild |
| --- | ---------------------------------------------------------------------------- | --------------------------------------------------------- | ----------------- | ---- |
| St. Petri Dom * Salischer Bau * Romanischer Bau * Gotischer Bau * Spätgotischer Bau * Türme * Dom Sanierung * Zweite Dom Domrestaurierung, Archäologische Grabungen | um 789 1035–1043 um 1060ff. ab 1223ff. um 1500 1889–1899 1889–1901 1972–1981 | Max Salzmann (1850–1897)                                  | Lage / 0314       |      |
| St.-Stephani-Kirche | um 1050                                                                      | Frühgotischer Bau                                         | Lage / 1172       |      |
| * St.-Stephani-Kirche, Wiederaufbau | 1947–1959                                                                    | Arthur Bothe                                              |                   |      |
| Ev.-luth. Kirche St. Martini in Lesum | um 1200/1736/1778/79                                                         |                                                           | Lage / 1268       |      |
| Ev.-luth. Kirche St. Martini in Lesum | Romanik/Barock                                                               |                                                           |                   |      |
| St. Martini (Bremen) | ab 1227                                                                      |                                                           | Lage / 0875,T     |      |
| St. Martini (Bremen) | Frühgotischer Bau                                                            |                                                           |                   |      |
| Liebfrauenkirche aus der Frühgotik * Chor-Erweiterung, Süd-Schiff * Wiederaufbau * Turmhelm erneuert                                                                | um 1229 14. Jahrhundert 1950ff. 1965                                         |                                                           | Lage / 1180,T     |      |
| Gemeindezentrum Unser Lieben Frauen | 2017                                                                         | Vollmar Architektur                                       | Lage              |      |
| Gemeindezentrum Unser Lieben Frauen | BDA-Preis 2018                                                               |                                                           |                   |      |
| Ev. Kirche in Borgfeld | 13. Jahrhundert                                                              |                                                           | Lage / 0211       |      |
| Ev. Kirche in Borgfeld | Romanik                                                                      |                                                           |                   |      |
| Katholische Kirche St. Johann in Mitte | 14. Jahrhundert                                                              |                                                           | Lage / 0681,T     |      |
| Katholische Kirche St. Johann in Mitte | Backsteingotik                                                               |                                                           |                   |      |
| Ev. Stadtkirche Vegesack | 1819–1821/1832                                                               | Friedrich Wendt / Gerhard Toelcken / Jacob Ephraim Polzin | Lage / 1289       |      |
| Ev. Stadtkirche Vegesack | Klassizismus                                                                 |                                                           |                   |      |
| Jakobikirche in der Neustadt | 1875–1876                                                                    | Johannes Rippe                                            | Lage / 1215       |      |
| Ev.-ref. Kirche in Blumenthal | 1877–1879                                                                    | Johannes Vollmer, Heinrich Müller                         | Lage / 1292       |      |
| Ev.-ref. Kirche in Blumenthal | Neugotik                                                                     |                                                           |                   |      |
| St.-Georg-Kirche in Huchting | 1878–1879                                                                    | Eduard Gildemeister, Henrich Deetjen                      | Lage / 0672       |      |
| St.-Georg-Kirche in Huchting | Neugotik                                                                     |                                                           |                   |      |
| Ev. Kirche in Hemelingen | 1888–1890                                                                    | Karl Börgemann, Hannover                                  | Lage / 1223       |      |
| Ev. Kirche in Hemelingen | Neugotik                                                                     |                                                           |                   |      |
| Ev.-luth. Kirche in Blumenthal | 1902                                                                         | Karl Mohrmann, Hannover                                   | Lage / 1339       |      |
| Ev.-luth. Kirche in Blumenthal | Neugotik                                                                     |                                                           |                   |      |
| Ev. Kirche St. Michael in Grohn | 1906–1908                                                                    | Karl Mohrmann, Hannover                                   | Lage / 1279       |      |
| Ev. Kirche St. Michael in Grohn | Neuromanik                                                                   |                                                           |                   |      |
| Kath. Herz-Jesu-Kirche, Neustadt | 1935–1937                                                                    | Dominikus Böhm, Köln                                      | Lage              |      |
| Erlöserkirche, Schwachhausen | 1949–1950                                                                    | Eberhard Gildemeister und Hermann Gildemeister, Bremen    | Lage / 1126       |      |
| Auferstehungskirche Hastedt, Hemelingen-Hastedt | 1958/59                                                                      | Carsten Schröck, Bremen                                   | Lage              |      |
| Martin-Luther-Kirche, Bremen-Findorff | 1960/61                                                                      | Friedrich Schumacher                                      | Lage              |      |
| Lukaskirche, Grolland | 1963                                                                         | Carsten Schröck                                           | Lage / 0079       |      |
| St.-Magni-Kirche mit Gemeindezentrum in St. Magnus | 1967                                                                         | Eberhard Gildemeister                                     | Lage / 1317       |      |
| Ev. Gemeindezentrum Ellener Brok, Graubündener Str. 12–14 | 1967–1969                                                                    | Hermann Brede                                             | Lage              |      |
| Ev. Gemeindezentrum Ellener Brok, Graubündener Str. 12–14 | Objektseite im architekturführer bremen                                      |                                                           |                   |      |
| St. Ursula, Schwachhauser Heerstraße 166 | 1967–1968                                                                    | Karl-Heinz Bruns                                          | Lage              |      |
| St. Ursula, Schwachhauser Heerstraße 166 | Objektseite im architekturführer bremen                                      |                                                           |                   |      |
| Gemeindezentrum St. Lukas, Grolland | um 1967                                                                      | Carsten Schröck, Beratung: Frei Otto, Berlin              | Lage / 0079       |      |
| Gemeindezentrum der Ev. Andreas-Gemeinde in Horn-Lehe/Lehe Werner-von-Siemens-Straße 55                                                                             | 1968                                                                         | Peter Ahlers                                              | Lage              |      |
| Gemeindezentrum der Ev. Andreas-Gemeinde in Horn-Lehe/Lehe Werner-von-Siemens-Straße 55                                                                             | Objektseite im architekturführer bremen                                      |                                                           |                   |      |
| Ev. Gemeindezentrum Blockdiek, Günther-Hafemann-Str. 44 | 1971                                                                         | Otto Andersen                                             | Lage              |      |
| Ev. Gemeindezentrum Blockdiek, Günther-Hafemann-Str. 44 | Objektseite im architekturführer bremen                                      |                                                           |                   |      |
| Kath. Gemeindezentrum St. Birgitta, Göteborger Str. 38 | 1971/72                                                                      | Veit Heckrott                                             | Lage              |      |
| Kath. Gemeindezentrum St. Birgitta, Göteborger Str. 38 | BDA-Preis 1974                                                               |                                                           |                   |      |
| Gemeindezentrum Friedensgemeinde * Café Pax, Humboldtstraße 175 | 2007                                                                         | Reiner Peters                                             | Lage              |      |
| Gemeindehaus Unser Lieben Frauen Schwachhauser Heerstr. 40 | 2017                                                                         | Völlmar Katja-Annika Pahl Campe Janda                     | Lage              |      |
| Gemeindehaus Unser Lieben Frauen Schwachhauser Heerstr. 40 | BDA-Hauptpreis 2018                                                          |                                                           |                   |      |

## Sportanlagen
| Bauwerk                                | Baujahr                                  | Architekt / Baumeister        | Lage / Denkmal-Nr | Bild |
| -------------------------------------- | ---------------------------------------- | ----------------------------- | ----------------- | ---- |
| Hallenbad Süd, Bremen-Neustadt         | 1969/70                                  | Carl Rotermund, Walter Sommer | Lage              |      |
| Hallenbad Süd, Bremen-Neustadt         | Objektseite im architekturführer bremen  |                               |                   |      |
| Weserstadion, Bremen-Östliche Vorstadt | 1926, 1963, 1965, 1978, 1997, 2004, 2011 | 2004ff: Klumpp, Bremen        | Lage              |      |

## Kranken- und Pflegeeinrichtungen
| Bauwerk | Baujahr                                 | Architekt / Baumeister                                                     | Lage / Denkmal-Nr | Bild |
| --- | --------------------------------------- | -------------------------------------------------------------------------- | ----------------- | ---- |
| Caritas-Altenpflegeheim Birgitta                                                                                         | 1969–1971                               | Veit Heckrott                                                              | Lage              |      |
| Caritas-Altenpflegeheim Birgitta                                                                                         | BDA-Preis 1974                          |                                                                            |                   |      |
| Egestorff-Stiftung (Altenheim)                                                                                           | 1909–1912                               | Werner Heyberger                                                           | Lage / 0970,T     |      |
| Pflegeklinik Stiftung Friedehorst in Lesum                                                                               | 2010                                    | Haslob, Kruse + Partner                                                    | Lage              |      |
| Pflegeklinik Stiftung Friedehorst in Lesum                                                                               | BDA-Preis 2010                          |                                                                            |                   |      |
| Landhaus Horn (Altenheim), Neubau (Altenwohnungen)                                                                       | 1930; 1959                              | Heinz Stoffregen, Carl Eeg und Eduard Runge; Rudi Richter und Willi Kläner | Lage              |      |
| Landhaus Horn (Altenheim), Neubau (Altenwohnungen)                                                                       | Objektseite im architekturführer bremen |                                                                            |                   |      |
| Klinikum Bremen-Mitte St.-Jürgen-Str. * 1. Hauptgebäude (vor Humboldtstr.) * Chirurgisches Zentralgebäude * Frauenklinik | 1849–1851 1960–1963 um 1986             | Altbauten: Alexander Schröder Chirurgie: ? Frauenklinik: Werner Glade      | Lage / 1758       |      |
| Klinikum Links der Weser                                                                                                 | 1968                                    |                                                                            | Lage              |      |
| Klinikum Bremen-Ost | um 1974                                 | Schanty und Partner, U. Rosner (Frankfurt (Main))                          | Lage              |      |
| Klinikum Bremen-Ost | Objektseite im architekturführer bremen |                                                                            |                   |      |

## Geschäftshäuser
| Bauwerk                                                                | Baujahr | Architekt / Baumeister                                                   | Lage / Denkmal-Nr | Bild |
| ---------------------------------------------------------------------- | --- | ------------------------------------------------------------------------ | ----------------- | ---- |
| Katharinen-Kloster, Mitte * Katharinen-Hochgarage * Katharinen-Passage | ab 1253–1285 um 1965 um 1983 | Frühgotisches Kloster Carsten Schröck ?                                  | Lage              |      |
| * Bremer-Landesbank-Passage                                            | 1997 | Ewald Brune                                                              | Lage              |      |
| * Bremer-Landesbank-Passage                                            | Objekt in Neue Architektur in Bremen                                                                                             |                                                                          |                   |      |
| Karstadt Bremen, Obernstraße                                           | 1930–1932 | Heinrich Wilhelm Behrens und Friedrich Neumark                           | Lage / 1887       |      |
| Kaufhaus Galeria Kaufhof (ehem. Horten), Mitte                         | 1972 | Morschel, Henke, Hodde Egon Eiermann (Fassade: Hortenkachel) (Karlsruhe) | Lage              |      |
| Kaufhaus Galeria Kaufhof (ehem. Horten), Mitte                         | Objektseite im architekturführer bremen Das Lloydgebäude (1910, Johann Georg Poppe) wurde für den Bau des Kaufhauses abgerissen. |                                                                          |                   |      |
| Lloyd-Passage, Altstadt                                                | 1987–1990 | Haslob, Hartlich, Rosengart Rhode, Kellermann, Wawrowsky (Düsseldorf)    | Lage              |      |
| Karstadt Sporthaus, Sögestraße                                         | um 1995 | Ingenhoven & Ingenhoven (Neuss)                                          | Lage              |      |
| Karstadt Sporthaus, Sögestraße                                         | Objektseite im architekturführer bremen                                                                                          |                                                                          |                   |      |
| Domshof-Passage                                                        | 1998 | Haslob, Hartlich & Partner                                               | Lage              |      |
| Domshof-Passage                                                        | Objekt in Neue Architektur in Bremen                                                                                             |                                                                          |                   |      |
| Schuppen 1 in der Überseestadt Konsul-Smidt-Straße 20–26               | 1959, Umbau ab 2007 | Westphal Architekten, Bremen                                             | Lage              |      |
| Schuppen 1 in der Überseestadt Konsul-Smidt-Straße 20–26               | BDA-Preis 2014 |                                                                          |                   |      |
| Waterfront Bremen / ehem. Space Center, Gröpelingen                    | 2000–2002 | Rhode, Kellermann, Wawrowsky (RKW) (Düsseldorf)                          | Lage              |      |
| Waterfront Bremen / ehem. Space Center, Gröpelingen                    | Objektseite im architekturführer bremen Objekt in Neue Architektur in Bremen                                                     |                                                                          |                   |      |

## Hotels und Gastronomie
| Bauwerk                                                    | Baujahr                                                                                    | Architekt / Baumeister                                        | Lage / Denkmal-Nr | Bild |
| ---------------------------------------------------------- | ------------------------------------------------------------------------------------------ | ------------------------------------------------------------- | ----------------- | ---- |
| Spitzen Gebel, Hinter dem Schütting                        | vor 1400 Umbau 1590 / 1610 Wiederaufbau 1950                                               | Bernhard Wessel                                               | Lage / 0602       |      |
| Parkhotel Bremen Anbau                                     | 1912–1913 1955                                                                             | Rudolf Jacobs Herbert Anker                                   | Lage / 0218,T001  |      |
| Parkhotel Bremen Anbau                                     | Objektseite im architekturführer bremen                                                    |                                                               |                   |      |
| Lloyd-Gepäckabfertigung/Lloyd-Bahnhof Gustav-Deetjen-Allee | 1913–1914                                                                                  | Rudolf Jacobs                                                 | Lage / 1243       |      |
| Lloyd-Gepäckabfertigung/Lloyd-Bahnhof Gustav-Deetjen-Allee | Umbau zum Hotelbereich (2011?)                                                             |                                                               |                   |      |
| Columbus-Hotel, Bahnhofsvorplatz                           | 1952                                                                                       | Nadolle + Zinsser (Hannover)                                  | Lage              |      |
| Columbus-Hotel, Bahnhofsvorplatz                           | Objektseite im architekturführer bremen                                                    |                                                               |                   |      |
| Kaffeehaus am Emmasee                                      | 1963                                                                                       | Carsten Schröck und Hans Budde                                | Lage / 0218,T006  |      |
| Kaffeehaus am Emmasee                                      | Objektseite im architekturführer bremen BDA-Preis 1974                                     |                                                               |                   |      |
| Hotel am Hillmannplatz, Mitte                              | 1985                                                                                       | Meinhard von Gerkan, Volkwin Marg & Partner (Hamburg)         | Lage              |      |
| Hotel am Hillmannplatz, Mitte                              | Objektseite im architekturführer bremen                                                    |                                                               |                   |      |
| Domshof-Forum                                              | 1999                                                                                       | Joachim Schürmann (Köln)                                      | Lage              |      |
| Domshof-Forum                                              | Objektseite im architekturführer bremen Objekt in Neue Architektur in Bremen Nutzung: Cafe |                                                               |                   |      |
| Jugendherberge Bremen                                      | um 1958 2005                                                                               | Carsten Schröck (Bremen) Arbeitsgemeinschaft Raumzeit, Berlin | Lage              |      |
| Jugendherberge Bremen                                      | Objektseite im Architekturführer Bremen                                                    |                                                               |                   |      |
| Haus Schlachte 36 Design-Hotel ÜberFluss                   | 2005                                                                                       | Ute Kastens, Uwe Siemann (Bremen)                             | Lage              |      |
| Haus Schlachte 36 Design-Hotel ÜberFluss                   | Objektseite im Architekturführer Bremen                                                    |                                                               |                   |      |

## Finanzinstitute
| Bauwerk | Baujahr                                                                                   | Architekt / Baumeister                                                            | Lage / Denkmal-Nr | Bild |
| --- | ----------------------------------------------------------------------------------------- | --------------------------------------------------------------------------------- | ----------------- | ---- |
| Essighaus (früher Esichhaus), Langenstraße 13: Renaissance * Umbau * Wiederaufbau                               | 1617–1618 1897 1956                                                                       | Johann Nacke? Albert Dunkel                                                       | Lage / 0832       |      |
| Essighaus (früher Esichhaus), Langenstraße 13: Renaissance * Umbau * Wiederaufbau                               | Bankhaus Martens und Weyhausen                                                            |                                                                                   |                   |      |
| Deutsche Bank am Domshof                                                                                        | 1889–1891                                                                                 | Wilhelm Martens (Berlin)                                                          | Lage / 0321       |      |
| Sparkasse Bremen, Markt * 1. Neubau, Markt 14 * 2. Neubau Ecke Langenstr. * mit der Pflügerschen Rokoko-Fassade | 1895–1898 1956–1958 1755                                                                  | Albert Dunkel ?                                                                   | Lage / 0071       |      |
| Sparkasse Bremen, Markt * 1. Neubau, Markt 14 * 2. Neubau Ecke Langenstr. * mit der Pflügerschen Rokoko-Fassade | Objektseite im architekturführer bremen                                                   |                                                                                   |                   |      |
| Bremer Bank, Domshof                                                                                            | 1902–1904                                                                                 | Albert Dunkel / Diedrich Tölken                                                   | Lage / 0318       |      |
| Bremer Bank, Domshof                                                                                            | Neorenaissance                                                                            |                                                                                   |                   |      |
| Sparkasse am Brill, Am Brill * Altbau * Anbau * Halle                                                           | 1904 1978–1980 2001                                                                       | Wilhelm Martens (Berlin) Gerhard Müller-Menckens Harm Haslob, Peter Hartlich      | Lage              |      |
| Sparkasse am Brill, Am Brill * Altbau * Anbau * Halle                                                           | Erweiterung: Objektseite im architekturführer bremen Objekt in Neue Architektur in Bremen |                                                                                   |                   |      |
| Disconto-Bank (ehemaliges Fernmeldeamt) Umbau Kontorhaus am Markt mit Passage am Bremer Marktplatz              | 1911–1914 2000–2001                                                                       | Richard Bielenberg und Josef Moser (Berlin) Manfred Schomers und Rainer Schürmann | Lage / 0830       |      |
| Disconto-Bank (ehemaliges Fernmeldeamt) Umbau Kontorhaus am Markt mit Passage am Bremer Marktplatz              | Objekt in Neue Architektur in Bremen                                                      |                                                                                   |                   |      |
| Deutsche Schiffsbank, Domshof 17 (früher Deutsche Schiffahrtsbank)                                              | 1953                                                                                      | Walter Görig / Friedrich Schumacher                                               | Lage / 3424       |      |
| Deutsche Schiffsbank, Domshof 17 (früher Deutsche Schiffahrtsbank)                                              | Objektseite im architekturführer bremen                                                   |                                                                                   |                   |      |
| Bank für Gemeinwirtschaft (heute Santander), Domshof/Schüsselkorb 3                                             | 1966                                                                                      | Hans Jürgen Guckel (Hamburg)                                                      | Lage              |      |
| Bank für Gemeinwirtschaft (heute Santander), Domshof/Schüsselkorb 3                                             | Objektseite im architekturführer bremen                                                   |                                                                                   |                   |      |
| Deutsche Apotheker- und Ärztebank, Schwachhausen                                                                | 1971–1972                                                                                 | Otto Lindner (Düsseldorf)                                                         | Lage              |      |
| Deutsche Apotheker- und Ärztebank, Schwachhausen                                                                | Objektseite im architekturführer bremen BDA-Belobigung 1974, Jetzt Bürohaus.              |                                                                                   |                   |      |
| Landeszentralbank Kohlhökerstraße in Mitte                                                                      | 1980–1983                                                                                 | Hans-Joachim Pysall, Jenssen, Peter Stahrenberg (Braunschweig)                    | Lage              |      |
| Landeszentralbank Kohlhökerstraße in Mitte                                                                      | Objektseite im architekturführer bremen                                                   |                                                                                   |                   |      |
| Commerzbank, Schüsselkorb 5–11                                                                                  | 1982–1984                                                                                 | Hans Kammerer, Walter Belz und Partner (Stuttgart)                                | Lage              |      |
| Commerzbank, Schüsselkorb 5–11                                                                                  | Objektseite im architekturführer bremen Objekt in Neue Architektur in Bremen              |                                                                                   |                   |      |
| Bremer Landesbank Domshof 29/30                                                                                 | 2016                                                                                      | Caruso St. John Architects, London                                                | Lage              |      |
| Bremer Landesbank Domshof 29/30                                                                                 | BDA-Preis 2018                                                                            |                                                                                   |                   |      |
| Börsen |                                                                                           |                                                                                   |                   |      |
| Bremer Börse | ab 1620                                                                                   | Bremen                                                                            |                   |      |
| Alte Börse, Liebfrauenkirchhof, * Aufstockung                                                                   | 1687 1734–1736                                                                            | Jean Baptiste Broëbes (Paris) Giselher von Warneck, (Barby, Bremen)               |                   |      |
| Neue Börse | 1861–1864                                                                                 | Heinrich Müller                                                                   |                   |      |
| Börsennebengebäude * 1. Aufstockung                                                                             | 2001                                                                                      | Manfred Schomers und Schürmann                                                    | Lage / 0057       |      |
| Börsennebengebäude * 1. Aufstockung                                                                             | Objekt in Neue Architektur in Bremen                                                      |                                                                                   |                   |      |
| Börsennebengebäude * 2. Aufstockung für Kaeferisoliertechnik an der Straße Am Markt                             | 2010                                                                                      | Harm Haslob, Maren Graff, Andrezej Holka                                          | Lage / 0057       |      |
| Börsennebengebäude * 2. Aufstockung für Kaeferisoliertechnik an der Straße Am Markt                             | Objekt in Neue Architektur in Bremen                                                      |                                                                                   |                   |      |
| Baumwollbörse, Mitte                                                                                            | 1898–1902                                                                                 | Johann Georg Poppe                                                                |                   |      |
| * Umbau Baumwollbörse, Mitte                                                                                    | 1924                                                                                      | Otto Blendermann                                                                  | Lage / 1191       |      |
| Bremer Tabakbörse                                                                                               | 1961/62                                                                                   | Erik Schott                                                                       | Lage / 3478       |      |
| Bremer Tabakbörse                                                                                               | In Architekturführer Bremen: Bremer Tabakbörse                                            |                                                                                   |                   |      |

## Produktion und Gewerbe
| Bauwerk                          | Baujahr        | Architekt / Baumeister           | Lage / Denkmal-Nr | Bild |
| -------------------------------- | -------------- | -------------------------------- | ----------------- | ---- |
| Daimler-Benz-Werk                | 1979–1984      | Kohlbecker Gesamtplan (Gaggenau) | Lage              |      |
| Beck’s-Logistikzentrum, Neustadt | 2010 BDA-Preis | Schulze + Pampus                 | Lage              |      |

## Verkehr und Kommunikation
| Bauwerk                                                                                 | Baujahr                                                                      | Architekt / Baumeister | Lage / Denkmal-Nr | Bild |
| --------------------------------------------------------------------------------------- | ---------------------------------------------------------------------------- | --- | ----------------- | ---- |
| Hauptbahnhof Bremen * Umbau * Vorplatz * ÖPNV-Umsteigebahnhof * Passage zur Bürgerweide | 1886–1891 1997–2001 1998 1995                                                | Hubert Stier (Hannover) Büro FIS (Frankfurt (Main)) ? Quick, Beckmann-Quick, Kossel (Berlin) Haslob, Hartlich & Partner; Sommer | Lage / 0100       |      |
| Flughafen Bremen                                                                        | um 1920                                                                      | | Lage              |      |
| Flughafen Bremen                                                                        | Der professionelle Flugbetrieb begann 1920                                   | |                   |      |
| Flughafen Terminal                                                                      | 1989–2001                                                                    | Gert Schulze mit H. Campe & E. Kijewski                                                                                         | Lage              |      |
| Flughafen Terminal                                                                      | Objektseite im architekturführer bremen Objekt in Neue Architektur in Bremen | |                   |      |
| Ryanair Terminal (ehemals Airplane Service Center der Atlas Air Service)                | 2006–2007                                                                    | Burkard Bruns, Udo Hayungs | Lage              |      |
| Ryanair Terminal (ehemals Airplane Service Center der Atlas Air Service)                | Objektseite im architekturführer bremen                                      | |                   |      |
| Parkhaus Hillmannplatz                                                                  | 1984                                                                         | Meinhard von Gerkan von Gerkan, Marg und Partner (Hamburg)                                                                      | Lage              |      |
| Parkhaus Hillmannplatz                                                                  | Objektseite im architekturführer bremen Objekt in Neue Architektur in Bremen | |                   |      |
| Parkhaus an der Baumwollbörse, Bremen-Mitte, Balgebrückstraße und Marktstraße 12        | 2002                                                                         | Planungsgruppe Gestering, de Vries, Wurster (Bremen)                                                                            | Lage              |      |
| Parkhaus an der Baumwollbörse, Bremen-Mitte, Balgebrückstraße und Marktstraße 12        | Objekt in Neue Architektur in Bremen                                         | |                   |      |
| Parkhaus Katharinenklosterhof, Bremen-Mitte, an der Katharinen-Passage                  | 1970/72                                                                      | Carsten Schröck (Bremen) | Lage              |      |
| Parkhaus Katharinenklosterhof, Bremen-Mitte, an der Katharinen-Passage                  | BDA-Belobigung 1974.                                                         | |                   |      |
| Parkhaus im Stephaniquartier, Bremen-Mitte                                              | 2013                                                                         | Diedrich Architekten + Ingenieure (Bremen)                                                                                      |                   |      |
| Parkhaus im Stephaniquartier, Bremen-Mitte                                              | BDA-Preis 2014                                                               | |                   |      |
| Fernmeldeturm Bremen                                                                    | 1986                                                                         | Gerhard Kreisel und Günter H. Müller (Kiel)                                                                                     | Lage              |      |
| Teerhofbrücke (Fußgänger- und Radwegbrücke vom Teerhof zur Altstadt)                    | 1992–1993                                                                    | Dieter Quiram | Lage              |      |
| Teerhofbrücke (Fußgänger- und Radwegbrücke vom Teerhof zur Altstadt)                    | Objekt in Neue Architektur in Bremen                                         | |                   |      |
| Deutsche Gesellschaft zur Rettung Schiffbrüchiger, Stadtwerder                          | 1995                                                                         | Harm Haslob, Peter Hartlich | Lage              |      |
| Deutsche Gesellschaft zur Rettung Schiffbrüchiger, Stadtwerder                          | Objekt in Neue Architektur in Bremen                                         | |                   |      |

## Wohnbauten
Alphabetisch geordnet ohne Berücksichtigung des Wortes Wohnbau oder Wohnanlage
| Bauwerk, Ort, Bauherr                                                                                          | Baujahr                                                                      | Architekt / Baumeister | Lage / Denkmal-Nr | Bild |
| --- | ---------------------------------------------------------------------------- | --- | ----------------- | ---- |
| Aalto-Hochhaus, Neue Vahr                                                                                      | 1961                                                                         | Alvar Aalto (Kuortane, Finnland) | Lage / 0123       |      |
| Bismarckstraße 108–126, Afa-Siedlung                                                                           | 1930                                                                         | Willi Berg und Max Paasche, Hamburg                                                                                                 | Lage / 0173       |      |
| Bremer Haus | 1860 bis 1914                                                                | |                   |      |
| Bremer Haus | Allgemeiner Haustyp                                                          | |                   |      |
| Bremer Punkt, August-Hinrichsstraße 1a, 6a Gewoba                                                              | 2016                                                                         | LIN Architekten Urbanisten, Berlin                                                                                                  | Lage              |      |
| Bremer Punkt, August-Hinrichsstraße 1a, 6a Gewoba                                                              | Bremer Wohnbaupreis 2018                                                     | |                   |      |
| Cambrai-Dreieck, Niedersachsendamm 20-26 Gewoba                                                                | 2016                                                                         | LRW Architekten und Stadtplaner, Hamburg                                                                                            | Lage              |      |
| Cambrai-Dreieck, Niedersachsendamm 20-26 Gewoba                                                                | Anerkennung Bremer Wohnbaupreis 2018                                         | |                   |      |
| Doppelhäuser in Oberneuland, Hartlaubstraße 20                                                                 | 1972                                                                         | Siegfried Köhl Kurt Schmidt W. Ude, Bremen                                                                                          | Lage              |      |
| Doppelhäuser in Oberneuland, Hartlaubstraße 20                                                                 | Objekt im architekturführer bremen                                           | |                   |      |
| Gartenstadt Süd, Neustadt                                                                                      | 1955–1957                                                                    | Max Säume, Günther Hafemann, Bremen                                                                                                 | Lage              |      |
| Gartenstadt Süd, Neustadt                                                                                      | Objektseite im architekturführer bremen                                      | |                   |      |
| Grolland-Süd, Siedlung                                                                                         | um 1963–1969                                                                 | Gunter Müller, Martin Zill, Bremen                                                                                                  | Lage              |      |
| Grolland-Süd, Siedlung                                                                                         | Objektseite im architekturführer bremen                                      | |                   |      |
| Delfter Straße Huchting, Wohnhochhaus                                                                          | 1994                                                                         | Hagg, von Ohlen, Rüffer, Weimar | Lage              |      |
| Delfter Straße Huchting, Wohnhochhaus                                                                          | Objektseite im architekturführer bremen                                      | |                   |      |
| Grohner Düne, Wohnanlage in Grohn                                                                              | 1969–1973                                                                    | Bremer Treuhand | Lage              |      |
| Grohner Düne, Wohnanlage in Grohn                                                                              | Objektseite im architekturführer bremen                                      | |                   |      |
| Hamburger Straße 222–240, Wohnanlage                                                                           | 1929                                                                         | Heinz Stoffregen, Bremen | Lage / 0472       |      |
| Eislebener Straße, Wohnanlage Großer Kurfürst                                                                  | 1970–1972                                                                    | Friedrich Spengelin, Hannover | Lage              |      |
| Eislebener Straße, Wohnanlage Großer Kurfürst                                                                  | Objektseite im architekturführer bremen                                      | |                   |      |
| Haus Wenhold, Unter den Eichen 14/16 in Riensberg                                                              | 1927                                                                         | Emil Fahrenkamp, Düsseldorf | Lage / 1182       |      |
| Kohlhökerstraße 52, in Bremen-Mitte                                                                            | 1876                                                                         | Johann Hinrich Gottfried Dietrich, Bremen                                                                                           | Lage / 0703       |      |
| Wohnanlage Kohlmannstraße                                                                                      | 1954/55                                                                      | Max Säume, Günther Hafemann, Bremen                                                                                                 | Lage              |      |
| Wohnanlage Kohlmannstraße                                                                                      | BDA-Belobigung 1974                                                          | |                   |      |
| Wohnanlage Am Lehesterdeich 51/53, Lehesterdeich                                                               | 1972/73                                                                      | Werner Pahlke, Bremen | Lage              |      |
| Wohnanlage Am Lehesterdeich 51/53, Lehesterdeich                                                               | BDA-Belobigung 1974                                                          | |                   |      |
| Magellan-Quartier, Kommodore-Johnson-Boulevard, Gewoba                                                         | 2015                                                                         | Lorenzen+Mayer, Berlin Ruwe+Fink | Lage              |      |
| Magellan-Quartier, Kommodore-Johnson-Boulevard, Gewoba                                                         | Anerkennung Bremer Wohnbaupreis 2018                                         | |                   |      |
| Wohnanlage Marcusallee 2/4 des Amerikanischen Generalkonsulats                                                 | 1953–1954                                                                    | Skidmore, Owings and Merrill (USA) und Otto Apel                                                                                    | Lage / 1878       |      |
| Wohnanlage Marcusallee 2/4 des Amerikanischen Generalkonsulats                                                 | BDA-Belobigung 1974                                                          | |                   |      |
| Wohnanlage Marin, Oberländer Hafen 1-11, Weser-Wohnbau                                                         | 2012                                                                         | Lorenzen und Mayer, Berlin | Lage              |      |
| Wohnanlage Marin, Oberländer Hafen 1-11, Weser-Wohnbau                                                         | BDA-Anerkennung 2014                                                         | |                   |      |
| Marterburg, Schnoor, Wohnhäuser                                                                                | 1986, 1993 1998                                                              | Wolfram Goldapp, Thomas Klumpp Ulrich Ruwe, Bremen                                                                                  | Lage              |      |
| Marterburg, Schnoor, Wohnhäuser                                                                                | Objektseite im architekturführer bremen Objekt in Neue Architektur in Bremen | |                   |      |
| Wohnbauten im Milchquartier, Ostertor                                                                          | 1977 bis 1980                                                                | Hans Mensinga Dieter Rogalla, Hamburg                                                                                               | Lage              |      |
| Wohnbauten im Milchquartier, Ostertor                                                                          | Objektseite im architekturführer bremen                                      | |                   |      |
| Neue Vahr: Wohnanlagen                                                                                         | 1957–1962                                                                    | Ernst May, Reichow , Frankfurt, Max Säume, Günther Hafemann                                                                         | Lage              |      |
| Neue Vahr: Wohnanlagen                                                                                         | Objektseite im architekturführer bremen                                      | |                   |      |
| Wohnanlage Oberländer Hafen, Neustadt                                                                          | 2013                                                                         | Hilmes und Lamprecht, Bremen | Lage              |      |
| Wohnanlage Oberländer Hafen, Neustadt                                                                          | Anerkennung BDA Bremen-Preis 2014                                            | |                   |      |
| Osterholz-Tenever, Demonstrationsvorhaben                                                                      | 1968–1976                                                                    | Städtebauinstitut (G. G. Dittrich), Nürnberg, Martin Zill, Nina Kessler                                                             | Lage              |      |
| Osterholz-Tenever, Demonstrationsvorhaben                                                                      | Objektseite im architekturführer bremen                                      | |                   |      |
| Wohnanlage Riva, Wasserkunst 9 EVS                                                                             | 2011                                                                         | Westphal, Bremen | Lage              |      |
| Wohnanlage Riva, Wasserkunst 9 EVS                                                                             | Teilnahme Bremer Wohnbaupreis 2018                                           | |                   |      |
| Wohnanlage Riverside Wasserkunst 2 Weser-Wohnbau                                                               | 2013/14                                                                      | Lorenzen und Mayer, Berlin | Lage              |      |
| Wohnanlage Riverside Wasserkunst 2 Weser-Wohnbau                                                               | Anerkennung BDA Bremen-Preis 2014                                            | |                   |      |
| Wohnhäuser Schneiderstraße 6, BSB Baubetreuung & Bauträger GmbH                                                | 2017                                                                         | Hilmes und Lamprecht, Bremen | Lage              |      |
| Wohnhäuser Schneiderstraße 6, BSB Baubetreuung & Bauträger GmbH                                                | Bremer Wohnbaupreis 2018                                                     | |                   |      |
| Wohnbauanlagen Sparer-Dank Kulenkampffallee, Schwachhausen: Koenenkampstraße, Kulenkampffallee, Crüsemannallee | 1961/66                                                                      | Gerhard Müller-Menckens, Friedrich Heuer, Gunter Müller, alle Bremen                                                                | Lage              |      |
| Wohnbauanlagen Sparer-Dank Kulenkampffallee, Schwachhausen: Koenenkampstraße, Kulenkampffallee, Crüsemannallee | Objektseite im architekturführer bremen                                      | |                   |      |
| Altenwohnanlage St. Pauli Stift, Neustadt: St.-Pauli-Deich 1 und Friedrich-Ebert-Straße                        | 1997                                                                         | Manfred Schomers, Rainer Schürmann, Bremen                                                                                          | Lage              |      |
| Altenwohnanlage St. Pauli Stift, Neustadt: St.-Pauli-Deich 1 und Friedrich-Ebert-Straße                        | Objektseite im architekturführer bremen                                      | |                   |      |
| Wohnhaus Tanzwerder 66, Neustadt                                                                               | 2012                                                                         | Janssen und Pahl | Lage              |      |
| Wohnhaus Tanzwerder 66, Neustadt                                                                               | Anerkennung BDA Bremen - Preis 2014                                          | |                   |      |
| Büro- und Wohnhaus Tanzwerder 92, Neustadt                                                                     | 2013                                                                         | Schomers und Schünemann, Bremen | Lage              |      |
| Büro- und Wohnhaus Tanzwerder 92, Neustadt                                                                     | Bauherren Preis 2012, Anerkennung BDA-Preis 2014                             | |                   |      |
| Teerhof (Bremen), Wohnbebauung                                                                                 | 1990–1996                                                                    | Haslob, Gerhard Müller-Menckens, Horst Rosengart, Schomers, Schürmann, Stridde, Gert Schulze, Weber, Schütz, Schmidt (Bremen, Köln) | Lage              |      |
| Teerhof (Bremen), Wohnbebauung                                                                                 | Objektseite im architekturführer bremen Objekt in Neue Architektur in Bremen | |                   |      |
| Theatergarage & Wohnanlage                                                                                     | 1984                                                                         | Horst Rosengart, Bremen | Lage              |      |
| Theatergarage & Wohnanlage                                                                                     | Objektseite im architekturführer bremen Objekt in Neue Architektur in Bremen | |                   |      |
| The Portment Überseestadt                                                                                      | 2016                                                                         | Wolfgang Hübschen Marcus Knigge Patrick Denker                                                                                      | Lage              |      |
| The Portment Überseestadt                                                                                      | In: Tag der Architektur 2016                                                 | |                   |      |
| Übergangswohnheim Corveystraße 17 Immobilien Bremen                                                            | 2016                                                                         | Feldschneiders + Kister, Bremen | Lage              |      |
| Übergangswohnheim Corveystraße 17 Immobilien Bremen                                                            | Bremer Wohnbaupreis 2018                                                     | |                   |      |
| Vegesack: | 1980–1985                                                                    | Werner Glade, Groll, Haering, Gerhard Müller-Menckens, Pahlke, Röttger, Schmidt, Gert Schulze, Schumacher, alle Bremen              | Lage              |      |
| Vegesack: | Objektseite im architekturführer bremen                                      | |                   |      |
| Westliche Vorstadt, Walle                                                                                      | 1953–1955                                                                    | Säume, Günther Hafemann, Wilhelm Wortmann, Wessel, Hebebrand, Schlempp, Marschall                                                   | Lage              |      |
| Westliche Vorstadt, Walle                                                                                      | Objektseite im architekturführer bremen                                      | |                   |      |
| Wohlers Eichen in Gröpelingen, Wohnanlage                                                                      | 1971–1973                                                                    | Team 4: Karl August Welp, Friedemann Wolff, Gunter Müller, Wilhelm Stadtlander                                                      | Lage              |      |
| Wohlers Eichen in Gröpelingen, Wohnanlage                                                                      | Objektseite im architekturführer bremen                                      | |                   |      |
| Haus Wasserkunst                                                                                               | 2012                                                                         | Rainer Schürmann, Gunda Schürmann                                                                                                   |                   |      |
| Haus Wasserkunst                                                                                               | Bauherren Preis 2012, Anerkennung BDA-Preis 2014                             | |                   |      |
| Haus der Zukunft (Mehrgenerationenhaus) Lüssum-Bockhorn, Lüssumer Heide                                        | 1997/98                                                                      | Helmut Rabien, Ulrich Helpertz, Bauamt Bremen-Nord                                                                                  | Lage              |      |
| Haus der Zukunft (Mehrgenerationenhaus) Lüssum-Bockhorn, Lüssumer Heide                                        | BDA-Preis 1998                                                               | |                   |      |

## Kriterien für bedeutende Bauwerke
1. Denkmalgeschützte Gebäude.
2. Aufnahme in Architekturführern wie Architektur in Bremen und Bremerhaven der Architektenkammer von 1988, Neue Architektur in Bremen, baumeister-Exkursion von 1995 (Nr. 22), Neue Architektur in Bremen und Bremerhaven, Hg. vom Bausenator 2001,  Schriftenreihe vom Bremer Zentrum für Baukultur (b.zb), der architekturführer bremen.de des b.zb, die Schriftenreihe zum Tag der Architektur der Architektenkammer in Bremen.
3. Darstellung in einer der großen Architekturzeitschriften wie Bauwelt, Baumeister, DBZ – Deutsche Bauzeitschrift, Arch+, Der architekt, Deutsches Architektenblatt.
4. BDA -Preis von Bremen (Preisträger und lobende Erwähnung)
5. Gebäude von international bedeutenden Architekten.